# Chatterton (Wallis)
Pour les articles homonymes, voir Chatterton.
Chatterton est un tableau réalisé par le peintre britannique Henry Wallis en 1856. Cette huile sur toile préraphaélite est une peinture d'histoire qui représente Thomas Chatterton étendu mort sur son lit après son suicide en 1770. Éclairé par la lumière d'une fenêtre donnant sur la cathédrale Saint-Paul de Londres, le corps livide du jeune poète laisse sa main droite reposer sur le parquet, où l'on remarque un coffre débordant de manuscrits déchirés ainsi que la fiole de poison dont il s'est servi pour se supprimer. George Meredith a servi de modèle à cette figure romantique dont la posture s'inspire de celle de Jésus-Christ dans plus d'une Pietà. Legs de Charles Gent Clement en 1899, l'œuvre est conservée à la Tate Britain.